# 桑植角蟾
桑植角蟾（学名：Boulenophrys sangzhiensis），一种于中华人民共和国湖南省桑植县天平山发现的两栖动物，隶属于角蟾科布角蟾属。其种加词“sangzhiensis”意为“湖南省桑植县的”。

## 形态特征
桑植角蟾雄蟾体长53～60.8毫米，雌蟾体长73毫米左右。身体背面呈棕黄色，眶间具有一倒置镶浅色边的棕褐色三角形斑，背部有深棕褐色的“Y”斑纹，其后为不规则深棕褐色的斑纹；身体腹面光滑，咽喉部两侧及正中央共有3条镶浅色边的褐黑色纵纹；胸部和腹部为浅黄色，胸部及其两侧散布有10多枚大的棕褐色斑。

## 保护
本种于2023年被收录入《有重要生态、科学、社会价值的陆生野生动物名录》。